# Stanozolol
Stanozolol (Handelsnamen Stromba, Stanol; of Winstrol) is een synthetisch anabole steroïde, dat van dihydrotestosteron is afgeleid.
Het werd geoctrooieerd door Sterling Drug Inc. in 1962
Het wordt hoofdzakelijk gebruikt in de veterinaire geneeskunde, om de eetlust, gewichtstoename en spiervorming te stimuleren bij onder meer honden, katten of paarden.

## Doping
Het kan ook bij mensen gebruikt worden. Stanozolol is een verboden dopingmiddel in de sport vanwege deze spierversterkende eigenschap. Veel bodybuilders gebruiken het illegaal. De Canadese atleet Ben Johnson werd op de Olympische Zomerspelen 1988 in Seoel betrapt op het gebruik van stanozolol en moest zijn gouden medaille op de 100 m sprint inleveren. Een andere atlete die omwille van stanozololgebruik werd geschorst is de Oekraïense kogelstootster Vita Pavlysj. Zij moest haar gouden medaille van de Wereldkampioenschappen indooratletiek 1999 in Maebashi (Japan) inleveren en werd voor twee jaar geschorst. Op de Wereldkampioenschappen indooratletiek 2004 in Boedapest won ze weer het kogelstoten, maar ze werd opnieuw betrapt op het gebruik van anabole steroïden en kreeg aansluitend een levenslange schorsing. In augustus 2010 werd voetballer Sven Verdonck betrapt en ontslagen bij zijn toenmalige werkgever Fortuna Sittard na het gebruik van Stanozolol tijdens een revalidatie. De Griek Dimítrios Chondrokoúkis miste de Olympische Spelen in Londen, door het gebruik van stanozolol..